# Karim Vera
Karim Vera es una política venezolana, diputada de la Asamblea Nacional por el estado Táchira.

## Carrera
Vera fue electa como diputada suplente por la Asamblea Nacional por el estado Táchira para el periodo 2016-2021 en las elecciones parlamentarias de 2015.
El 19 de agosto de 2016 acudió a la sede del Servicio Bolivariano de Inteligencia Nacional (SEBIN) en Plaza Venezuela, Caracas, como parte de una subcomisión especial de derechos humanos de la Asamblea Nacional integrada también por los diputados Teodoro Campos, Yajaira Forero, y Franklin Duarte, solicitando que se llevara a cabo a una inspección a los espacios destinados como cárcel, «La Tumba», debido a las denuncias realizadas por personas anteriormente detenidas en el lugar. Los funcionarios del SEBIN impidieron la inspección de los diputados; un grupo especial de oficiales dijo que los sacarían hasta por la fuerza si era necesario «porque era la orden del ministro de Interior y de Nicolás Maduro».
Karim condenó la agresión contra el joven tachirense Rufo Chacón, quien perdió ambos ojos después de que durante una protesta el 2 de julio de 2019 por falta de gas doméstico en la autopista La Fría, San Cristóbal, efectivos de Politáchira le dispararan en la cara con perdigones a quemarropa. Vera denunció que el funcionario de la policía del Táchira que disparó los perdigones al rostro de Chacón estaba ejerciendo el cargo de jefe de la Brigada de Orden Público en el cuerpo policial y tenía un expediente abierto por haber cometido un hecho similar en las protestas nacionales de 2017, cuando el oficial hirió de gravedad a la joven Ornelly Chacón, también con perdigonazos en la cara y en el cráneo, en una manifestación pacífica en la ciudad de San Juan de Colón, municipio Ayacucho del estado Táchira. La joven estuvo varios días en estado crítico y bajo cuidados intensivos. Karim le exigió a los diputados del Consejo Legislativo del estado Táchira que interpelaran al director de Politáchira para que explicara por qué el funcionario ostentaba dicha posición y estaba en actuaciones de control de manifestaciones al conocer sus precedentes.
Para 2021 era coordinadora de Primero Justicia en el estado Táchira.